# 나폴레오네 오르시니

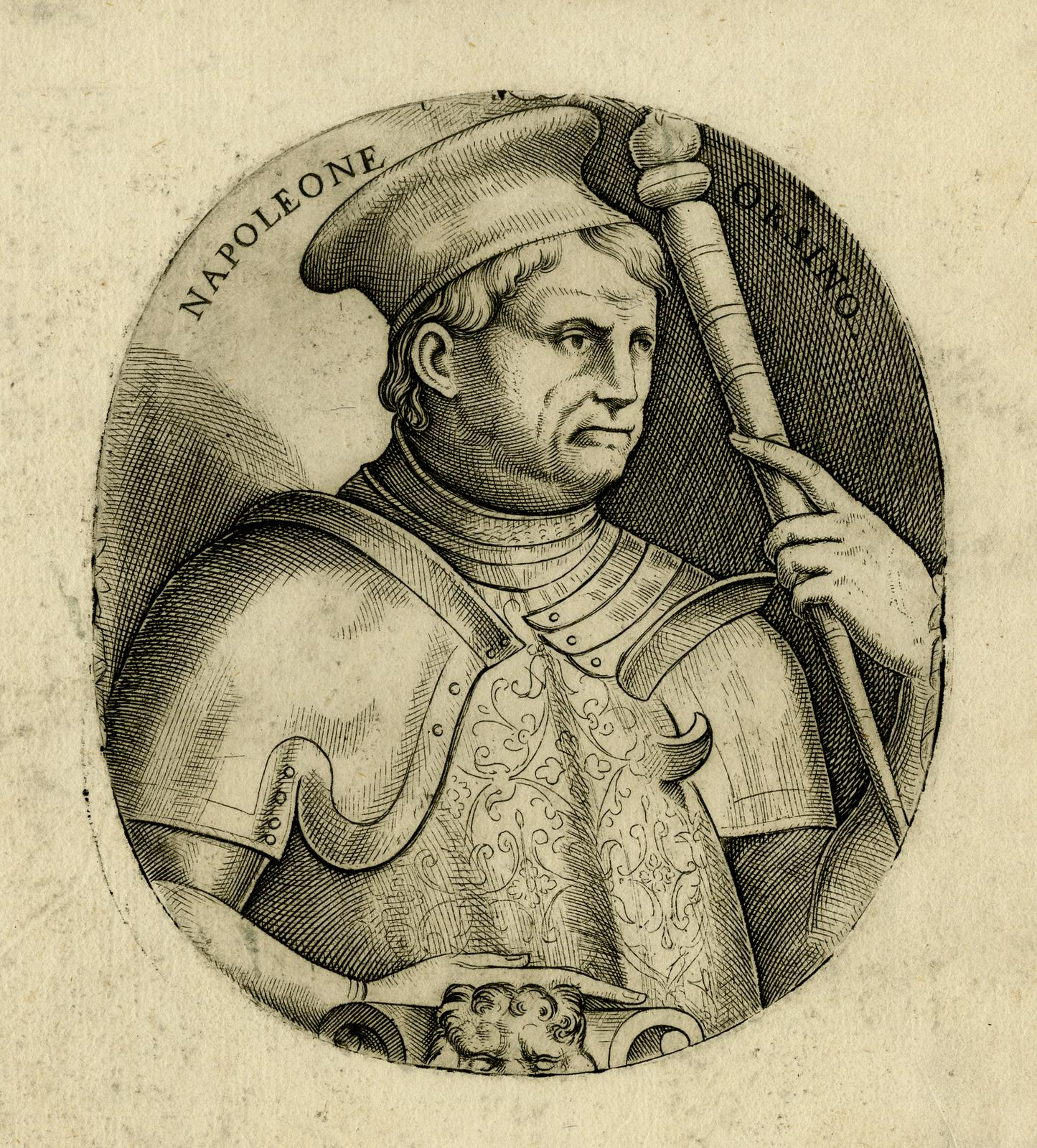

나폴레오네 오르시니(Napoleone Orsini, 1420년대 – 1480년 9월)는 이탈리아 출신의 콘도티에로이다.
브라차노의 오르소 오르시니의 아들인 그는 1443년 프란체스코 스포르차를 상대로 교황 에우제니오 4세를 위해 싸웠다. 이후인 1450년대에 그는 나폴리 왕국과 밀라노 공국의 분쟁에서 페르디난도 1세 디 나폴리의 보좌를 맡았었다. 나중에 그는 라치오에서 벌어진 콜론나 가문과 안구일라라 가문을 상대로 싸우기도 했다.
1461년, 교황 비오 2세의 사령관으로서, 그는 나폴리 왕국으로 진입하려던 시지스몬도 판돌포 말라테스타를 아브루초 몬돌포에서 격퇴시켜냈다. 다음 해, 그는 교황군 총사령관으로 임명되었고 리미니의 군주 로베르토 말라테스타를 상대로 전쟁을 벌였으며, 이 전쟁의 원인이 되어 깊은 부상을 입게 되다.
나폴레오네는 그때부터 전투에 참여하지 않게 되었다.